# ベクレミシュ
ベクレミシュ（モンゴル語: Beklemiš、中国語: 別吉里迷失、? - 1284年）は、13世紀初頭にチンギス・カンに仕えたオイラト部族長クドカ・ベキの孫のバルス・ブカの息子。『元史』などの漢文史料では別吉里迷失(biéjílǐmíshī)、『集史』などのペルシア語史料ではبیكلمیش(bīklamīsh)と記される。

## 概要
『集史』「オイラト部族志」によるとオイラト部族長クドカ・ベキの子のトレルチの子のバルス・ブカの息子として生まれたという。また、『元史』巻109諸公主表には「□□公主、適別吉里迷失駙馬」とあり、名前は不明であるがチンギス・カン家の女性を娶っていたことがわかる。バルス・ブカ家はアリクブケ家と緊密な姻戚関係を結んでおり、帝位継承戦争ではアリクブケ派として活躍したが、アリクブケの敗北によってクビライに投降しこれ以後クビライ麾下の武将として活躍することになる。
ベクレミシュが始めて史料上に登場するのは至元12年（1275年）のことで、この時ベクレミシュはバヤン配下の武将として淮安城攻めに参加した。この戦いでベクレミシュはバヤン率いる軍勢が南城を攻撃する間に別働隊を率いて淮安北城西門を攻撃し、淮安城攻略に貢献した。この功績によってか、至元13年（1276年）には淮東行枢密院から中書右丞に移った。
同至元13年末、アルマリクで「シリギの乱」が勃発すると、ベクレミシュは「シリギの乱」討伐軍の一員として北方モンゴリアに派遣された。至元14年（1277年）春、まずベクレミシュはシリギらに呼応して応昌で挙兵したジルワダイを討伐し、そこから更に北上してモンゴル高原中央部に進出した。
これより先、シリギ等は当初期待していたカイドゥの援助が得られなかったことに焦り、「バトゥの諸子（ジョチ家諸王）とカイドゥが援軍として来る」という虚言によってオゴデイ系・チャガタイ系諸王を自らの味方につけていた。『集史』によると、その後ベクレミシュ率いる軍勢がシリギ軍の下に突如現れ、シリギ軍の間で「ジョチ家諸王とカイドゥが援軍として来る」ことが虚言であると明らかにされたという。
至元15年（1278年）にはカラヤ（呵剌牙）においてオイラダイ（外剌台）のコンゲチ（寛赤哥）率いる軍勢と合戦が行われ、敵将のタス・ブカが築いた城塁を攻略したアスト部のバイダルの功績をベクレミシュがクビライに報告している。また、この頃「シリギの乱」にはヨブクルやメリク・テムルといったアリクブケの諸子も参加していたため、アリク・ブケ家と縁の深いオイラト部もシリギ軍に合流していた。オイラト人たるベクレミシュにとっては同族討ちの形となるが、「オイラト（外剌）」の兵を殺して斬首100余りを得たこともあった。
至元16年（1279年）春には中書左丞から同知枢密院事に移った。また、同年中には孔元らを率いてウス（兀速）洋まで至って戻り、更に軍の半分を分けてその要害の地を抑えた。これによって「シリギの乱」の残党も潰走し、ベクレミシュは敵軍の輜重・牛馬を獲得した。また、至元17年（1280年）にはベクレミシュ、劉国傑らの軍勢がシリギらの軍勢を撃ち破ってアルタイ山脈方面まで追撃し、叛乱軍はモンゴル高原中央部から一掃された。これ以後、叛乱軍は再度攻勢に出ることはなく内部分裂によって衰退してゆく。
このように「シリギの乱」討伐に活躍してきたベクレミシュであったが、至元21年（1284年）頃に罪を得て処刑されることになってしまった。詳しい経緯は不明であるが、『元史』巻127バヤン伝によると、ベクレミシュはバヤンを死罪として誣告したことがあり、それから程なくして逆にベクレミシュが罪を得て処刑されることになった。バヤンは勅命によってその処刑に立ち会うことになり、処刑の直前にベクレミシュと酒を飲み、悲しみながらも何も言わずに帰ったという。
同族と敵対しながらもクビライに忠誠を尽くし戦ったベクレミシュが処刑されてしまったことは、オイラト部族の反クビライ感情を更に悪化させてしまったのではないかと見られている。ベクレミシュの処刑からほぼ一世紀後、洪武21年（1388年）にオイラト部はアリクブケの末裔のイェスデルを擁立してクビライの末裔のトグス・テムル弑逆に協力している。

## オイラト部クドカ・ベキ王家
- クドカ・ベキ（Quduqa Beki ＞忽都合別乞/hūdōuhébiéqǐ,قوتوق بیكی/qūtūqa bīkī）…オイラト部の統治者で、チンギス・カンに降る
  - イナルチ（Inalči ＞亦納勒赤/yìnàlèchì,اینالجی/īnāljī）…ジョチの娘のコルイ・エゲチを娶る
    - ウルド（Uldu ＞اولدو/ūldū）
      - ニグベイ（Nigübei ＞نیكبی/nīkbei）
      - アク・テムル（Aq Temür ＞اقو تیمور/āqū tīmūr）

  - トレルチ・キュレゲン（Törelči ＞脱劣勒赤/tuōlièlèchì,تورالجی كوركان/tūrāljī kūrkān）…チンギス・カンの娘のチチェゲンを娶る
    - ブカ・テムル（Buqa Temür ＞بوكا تیمور/būqā tīmūr）
      - チョバン・キュレゲン（Čoban ＞جوبان كوركان/jūban kūrkān）…アリクブケの娘のノムガンを娶る
      - チャキル・キュレゲン（Čakir ＞جاقر كوركان/jāqir kūrkān）…フレグの娘のモングルゲンを娶る
        - タラカイ・キュレゲン（Taraqai ＞ترقای كوركان/taraqāī kūrkān）…父のチャキルの死後、フレグの娘のモングルゲンをレビラト婚で娶った

      - ノルン・カトン（Nölün qatun ＞نولون خاتون/nūlūn khātūn）…フレグの子のジョムクルに嫁ぐ

    - ブルトア・キュレゲン（Burto'a ＞بورتوا/būrtūā）…名称は不明だが、チンギス・カン家の女性を娶る
    - バルス・ブカ・キュレゲン（Bars buqa ＞بارس بوقا/bārs būqā）…トルイの娘のエルテムルを娶る
      - ベクレミシュ・キュレゲン（Beklemiš ＞別吉里迷失/biéjílǐmíshī,بیكلمیش/bīklamīsh）…名称は不明だが、チンギス・カン家の女性を娶る
      - シーラップ・キュレゲン（Širap ＞沙藍/shālán,شیراپ/shīrāp）…名称は不明だが、チンギス・カン家の女性を娶る
      - エメゲン・カトン（Emegen qatun ＞امكان خاتون/āmkān khātūn）…アリクブケ家のメリク・テムルに嫁ぐ

    - エルチクミシュ・カトン（Elčiqmiš qatun ＞یلجیقمیش خاتون/īljīqmīsh khātūn）…トルイ家のアリクブケに嫁ぐ
    - クイク・カトン（Küik qatun ＞كویك خاتون/kūīk khātūn）…トルイ家のフレグに嫁ぐ
    - オルガナ・カトン（Orγana qatun ＞اورقنه خاتون/ūrqana khātūn）…チャガタイ家のカラ・フレグに嫁ぐ
    - クチュ・カトン（Küčü qatun ＞كوجو خاتون/kūjū khātūn）…ジョチ家のトクカンに嫁ぐ
    - オルジェイ・カトン（Öiǰei qatun ＞اولجای خاتون/ūljāī khātūn）…トルイ家のフレグに嫁ぐ

  - オグルトトミシュ（Oγul tutmiš ＞اوغول توتمیش/ūghūl tūtmīsh）…トルイ家のモンケ・カアンに嫁ぐ

## 延安公主
1. コルイ・エゲチ公主(Qolui egeči ＞火魯/huŏlŭ,قولوی یکاجی/qūlūy īkājī)…ジョチの娘で、イナルチに嫁ぐ
2. チチェゲン公主(Čičegen ＞闍闍干/shéshégàn,جیجاکان/jījākān)…チンギス・カンの娘で、トレルチに嫁ぐ
3. トクトクイ公主(Toqtoqui ＞脱脱灰/tuōtuōhuī)…クビライ・カアンの孫娘で、トゥマンダルに嫁ぐ
4. □□公主…名前や出自は伝わっていないが、ベクレミシュに嫁ぐ
5. □□公主…名前や出自は伝わっていないが、シーラップに嫁ぐ
6. 延安公主…名前や出自は伝わっていないが、延安王エブゲンに嫁ぐ

### 『元史』に記載のないクドカ・ベキ家に嫁いだチンギス・カン家の女性
1. エルテムル(Eltemür ＞یلتمور/īltīmūr)…トルイの娘で、バルス・ブカに嫁ぐ
2. モングルゲン(Möngülügen ＞منکولوقان/munkūlūkān)…フレグの娘で、チャキル、タラカイ父子に嫁ぐ
3. ノムガン(Nomuγan ＞نوموغان/nūmūghān)…アリクブケの娘で、チョバンに嫁ぐ